# پولت نوزو
پولت نوزو (فرانسوی: Paulette Noizeux‎; ۳۰ مهٔ ۱۸۸۷ – ۹ آوریل ۱۹۷۱) هنرپیشه اهل فرانسه بود. وی بین سال‌های ۱۹۰۸ تا ۱۹۶۸ میلادی فعالیت می‌کرد.
از فیلم‌ها یا برنامه‌های تلویزیونی که وی در آن نقش داشته‌است می‌توان به بانوی قاتل اشاره کرد.